# Las bicicletas son para el verano (obra de teatro)
El título Las bicicletas son para el verano es una obra de teatro escrita por Fernando Fernán Gómez en 1977. En 1978 consiguió el Premio Lope de Vega del Ayuntamiento de Madrid.

## Estreno de la obra
Se estrena con éxito de crítica y público en el Teatro Español de Madrid el 24 de abril de 1982, con dirección de José Carlos Plaza, escenografía de Javier Navarro y vestuario de Pedro Moreno. Fueron sus principales intérpretes: Agustín González (Don Luis), Berta Riaza (Doña Dolores), Gerardo Garrido (Luisito), Enriqueta Carballeira (Manolita), Pilar Bayona (María), María Luisa Ponte (Doña Antonia), Mari Carmen Prendes (Doña Marcela) y Sandra Sutherland (Maluli).
En 1984 Lola Salvador Maldonado firma el guion de la versión cinematográfica. El productor Alfredo Matas y el director Jaime Chávarri conservan únicamente a Agustín González del reparto original, se incorporan Amparo Soler Leal, Victoria Abril y Gabino Diego, entre otros.
Vuelve a representarse en 2003, con dirección de Luis Olmos e interpretación de Gerardo Malla (Don Luis), Enriqueta Carballeira (Doña Antonia), Charo Soriano, Gloria Muñoz, Julián González, Lucía Quintana y Sandra Ferrús. Este montaje se hace merecedor de cuatro Premios Max de las Artes Escénicas.
El 18 de julio de 2011, la cadena de radio SER emite una representación, en versión radiofónica, de la obra de Fernán Gómez, en conmemoración al 75.º aniversario del inicio de la guerra civil. La adaptación corre a cargo de Emma Cohen, que dirige también la grabación. En ella intervienen actores como Ginés García Millán, Ana Labordeta, Tina Sainz, Sara Rivero, Jaime Cano y Carolina Lapausa. A ellos se unen también voces tan reconocibles de la SER como las de Iñaki Gabilondo, Gemma Nierga o Ángeles Afuera.
Se repone en el Teatro Fernán Gómez de Madrid, en 2017, dirigida por César Oliva e interpretada por Llum Barrera, Patxi Freytez, Esperanza Elipe, Álvaro Fontalba, Teresa Ases, Agustín Otón, María Beresaluze, Adrián Labrador, Ana Caso y Lola Escribano.

## Análisis del título
El título de la obra, Las bicicletas son para el verano, se refiere a que inicialmente el joven protagonista quiere una bicicleta para salir con una chica. Sin embargo, al final de la obra, la necesita para llevar a cabo su trabajo de chico de los recados, que consiguió durante la posguerra.

## Argumento
En el verano de 1936 estalla la guerra civil. En la ciudad de Madrid, vive la familia formada por don Luis, su esposa Dolores y sus hijos, Manolita y Luisito. Luisito, a pesar de haber sido suspendido, quiere que su padre le compre una bicicleta para salir con una “amiga”. Pero la situación va a obligar a postergar la compra. Y el retraso, como la propia guerra, durará más de lo esperado.

## Estructura de la obra
La obra se divide en dos partes. La primera consta de un prólogo y siete cuadros; la segunda, de ocho cuadros y un epílogo. A su vez, contiene una introducción, que explica el contexto histórico y presenta los personajes que aparecerán a lo largo de la obra, y un apéndice, que fue publicado luego del estreno de la obra, y donde el autor relata lo que fue de las vidas de los personajes durante los años de posguerra.
Como el prólogo y el epílogo transcurren en el mismo lugar, se puede decir que la obra tiene una estructura circular, ya que termina donde comenzó. Sin embargo, esto supone un contraste. La ingenuidad de dos adolescentes con la que comienza la obra se ve opacada por destrucción y pena, al ser sus vidas desbaratadas por lo que ellos creían al principio un juego, una utopía: la guerra civil. Por esta razón también se puede decir que la estructura refleja degradación, al demostrar cómo la vida de los personajes y sus alrededores se ven negativamente influenciadas por la lucha armada.
Esta atenuación y oposición se acentúa también en la división entre los cuadros de la primera y la segunda parte. La primera transcurre en 1936, y presenta a los personajes, sus sueños y aspiraciones, y las preocupaciones acorde a la edad de cada uno. Por ejemplo, Luis quería una bicicleta para dar vueltas con sus amigos en verano, pero su padre no se la quería comprar hasta que no aprobara Física, la asignatura que le quedaba por aprobar para terminar el bachillerato. Gradualmente, la guerra se va infiltrando cada vez más, tanto en las casas como en las vidas de cada uno, y sus efectos se van acentuando más a medida que avanza la segunda parte, que transcurre entre enero de 1937 y abril de 1939. Durante este período, predominan problemas como el frío, la muerte, la escasez de comida y los bombardeos.
Este contraste estructural es marcado por estas complicaciones, que se van introduciendo progresivamente dentro de la historia. Por ejemplo, en un principio, cuando se pensaba que la guerra no duraría mucho tiempo, la cantidad de víveres que le proveía María, la sirvienta, a la familia parecía suficiente para abastecerse por un año. Sin embargo, tiempo después, el hambre que padecen los personajes es tal que cada uno de los miembros de la familia termina robando furtivamente cucharadas de la olla donde se prepara la cena incluso antes de que esta esté servida. Esta decadencia se ve también en Doña Dolores, que siempre recibía a sus invitados en casa con una copa de anís, y que al finalizar la obra, se lo terminan obsequiando a ella.
Finalmente, el contraste también se ve reflejado en la frase final de la obra, «Sabe Dios cuándo habrá otro verano» (pág.170). Al decir esto, Don Luis se refiere no simplemente a la estación de verano, sino a los sentimientos de alegría y tranquilidad que esta provoca. El tono con el que dice la frase refleja melancolía y nostalgia, y da a entender que los tiempos que les quedan por afrontar no van a ser fáciles, sino que van a estar cargados de sufrimiento y sacrificio. Esto también se insinúa en la frase «No ha llegado la paz, ha llegado la victoria» (pág. 169), donde Don Luis expresa que el hecho de que los republicanos fueran vencidos en la guerra no significó que la armonía había llegado a España.

## Análisis de los personajes
Los personajes de la obra viven en un edificio en la ciudad de Madrid en el barrio de Chamberí durante la guerra civil española. Al final de la obra los que no estaban a favor del bando nacionalista terminaron perjudicados por la guerra. En la obra hay una ausencia de maniqueísmo ya que no hay personajes que sean malos, el mal se presenta como un factor externo que amenaza a la ciudad de Madrid, además estos son antihéroe, es decir que son reales y se comportan de manera creíble. Los que poseen un perfil más desarrollado son Luis y Don Luis, el resto no se muestran con tanta claridad al lector.

### Luis

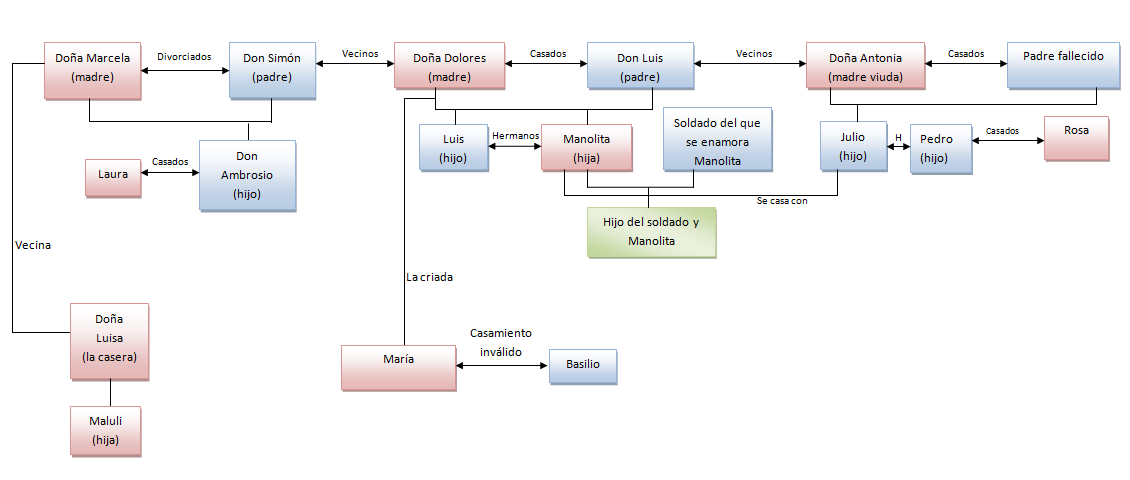
Árbol genealógico de los personajes

Luis es uno de los personajes principales de la obra, es el hijo de 14 años de Don Luis y Doña Dolores. Tiene una gran imaginación y es amante de la literatura, le gustaban en especial las novelas relacionadas con la guerra. En la obra se puede ver la evolución del mismo, que empieza comportándose como un niño infantil y luego atraviesa la pubertad, con todos los cambios hormonales que esto implica, para terminar siendo un hombre mucho más maduro.
Su comportamiento infantil se puede observar con claridad en el comienzo de la obra en el que Luis aparece jugando con su amigo Pablo, imaginando escenarios de guerras que en ese entonces les parecían imposibles que pudieran suceder en Madrid. Se puede capturar su inocencia en la idea superficial que tenían de la guerra, característica en los niños. Veían la guerra como una simple batalla entre dos bandos, sin tomar conciencia de las desastrosas consecuencias que estas conllevan (muertes, hambrunas, destrozos en las ciudades). La onomatopeya "tatatata..." muestra cómo los chicos juegan, como si tuvieran ametralladoras, sin poder comprender la gravedad del contexto histórico.
A Luis se lo puede ver afectado por la pubertad y los cambios hormonales cuando empieza a sentir atracción sexual por las mujeres que lo rodeaban. Esto se refleja en sus encuentros con María (la criada), Maluli (la hija de la casera) y Charito; a las dos últimas Luis les escribe poesías. Asimismo, Luis le pide una bicicleta a su papá para poder salir con una chica y para jugar y ser aceptado por sus amigos, esto es un comportamiento típico de un chico que está atravesando la pubertad.
Al final de la obra Luis se muestra como un hombre más maduro que fue forzado a crecer en las deplorables condiciones de la guerra civil española. La bicicleta, que antes era un símbolo de su pubertad, se transforma en un símbolo de madurez ya que al final de la obra la necesita para trabajar como el chico de los recados para poder mantener a su familia, "compréndelo. Hay que llevar dinero a casa", "para este empleo te vendría bien una bicicleta que te iba a comprar cuando pasase esto".
Luis soñaba con ser escritor. Sin embargo al final de la obra estos sueños parecen ser más distantes e imposibles de cumplir dada su condición al terminar la guerra. A su papá lo despiden de la bodega y tal vez lo encarcelen y él tiene que empezar a trabajar. Al mismo tiempo, su amigo Pablo, quien tenía más afinidad con el bando nacionalista, se ve beneficiado y obtiene la posibilidad de terminar el Bachillerato e ir a la escuela de ingenieros. La familia de Pablo tras la victoria de Franco, se muda a un piso más amplio y al padre lo ascienden a director de Correos en La Coruña.

### Don Luis
Don Luis es el padre de Luis y Manolita y el esposo de Doña Dolores. Se caracteriza por ser un personaje con buen sentido del humor, irónico y directo con un gran sentido de la ética y de la libertad. Por momentos se toma las cosas a la ligera, ya que es un hombre abierto de mente, un ejemplo de esto es cuando Manolita le dice que quiere ser actriz "¿a ti te gusta eso?", "entonces, ¿qué pasa?","la profesión de cómico es una profesión como cualquiera". Sin embargo, también se muestra como un hombre serio y directo al momento de despedir a María (la criada). Al comienzo de la obra Don Luis trabajaba en una bodega y cobraba un buen sueldo, pero era un republicano y había fundado un sindicato lo que lleva a que luego pierda su trabajo y posiblemente sea encarcelado. Al igual que su hijo le atrae la literatura y le hubiera gustado ser escritor.
Existe un paralelismo entre Don Luis y Luis, estos personajes no solo comparten los gustos por la escritura y la literatura, sino que además Luis parece seguir el mismo camino que su padre.

### Doña Dolores
Doña Dolores es la esposa de Don Luis y la madre de Luis y Manolita. Es exagerada y tradicionalista y a diferencia de Don Luis no parece ser tan abierta de mente, esto se ve cuando Manolita le pregunta que pensaba con respecto al trabajo de actriz y ella contesta "(con evidente hipocresía.) A mí qué va a parecerme... Es un trabajo...". En el comienzo de la guerra se muestra muy alterada, sin embargo, a medida que pasa el tiempo se va calmando. Se preocupa por el bienestar de su familia y quiere que Luis se enfoque en sus estudios. 

### Manolita
Manolita es la hermana de Luis. Ella quiere ser actriz y se anota en una compañía de teatro. Conoce a un miliciano republicano con el que tiene un bebé, pero lamentablemente él muere, dejándola sola con el niño en medio de una guerra. Luego se casa con Julio, quien también muere cuando un obús estalla en su trabajo. Aquí también se puede ver que los pertenecientes a una familia con ideologías republicanas terminan en desgracia.

### María
María, la criada, es una muchacha joven que trabaja en la casa de Don Luis y Doña Dolores y siente una atracción por Luis, gracias a la cual es despedida. Trata de conservar su trabajo ofreciendo llevar comida a la casa, demostrando la desesperación por subsistir como consecuencia de la guerra. Más tarde se casa con Basilio, pero lamentablemente su casamiento se invalida al fin de la guerra y Basilio no accede a casarse de nuevo, dejando a María para ascender socialmente. Este es otro ejemplo de un personaje que “perdió” en la guerra.

### Julio
Julio, de 20 años, es el hijo de Doña Antonia y el hermano mayor de Pedro. Consigue un trabajo y logra casarse con Manolita de quien estaba enamorado y había acordado ayudarla a criar al niño, pero fallece poco después, dejando a Manolita sola. Es un chico tímido y bastante torpe.

### Doña Antonia
Doña Antonia es una viuda, madre de dos hijos (Julio y Pedro) que pertenece a una clase social baja. Es una gran amiga de Doña Dolores y tiene opiniones formadas sobre el trabajo de Manolita, sobre Luis y sobre Rosa. Aunque al principio es una mujer conservadora, al terminar la obra se vuelve más flexible.

### Pedro y Rosa
Pedro es el hermano menor de Julio y el hijo más chico de Doña Antonia (tiene 18 años). Se junta con Rosa, viviendo con Doña Antonia, hasta que se ve obligado a ir a combatir al frente. Al final lo arrestan y lo trasladan a un campo de concentración.
Rosa, la novia de Pedro, se muestra como una chica buena y servicial, pero antes era prostituta, lo que hace que Doña Antonia, quien era una mujer conservadora, desconfíe de ella.

### Doña Marcela, Don Simón, Don Ambrosio y Laura
Doña Marcela y Don Simón eran una pareja separada cuyo divorcio fue invalidado. Ella se juntaba con Doña Dolores y Doña Antonia, ya que eran amigas. Don Simón era un hombre muy compenetrado con la revolución, a diferencia de Doña Marcela, que no presentaba ni el más mínimo interés en eso. Don Ambrosio es hijo de ellos y está casado con una joven llamada Laura.

## Ideologías políticas en la Guerra Civil y su representación en los personajes
La guerra civil española se caracterizó por el conflicto entre dos bandos de diferentes ideologías políticas ( nacionalista y republicana ) que empezó con la sublevación de buena parte de las fuerzas armadas del país.
El Bando Nacionalista, o también llamado sublevado, insurrecto o faccioso, tenía de integrantes a las fuerzas políticas de derecha como los militares, la falange española y la Iglesia Católica. De ideología tradicionalista, anticomunista y monarquista, este bando liderado por Francisco Franco, proponía una restauración del orden anterior a la República a través de un golpe de Estado.
En cambio, el Bando Republicano estaba integrado por las fuerzas políticas de izquierda como los comunistas, socialistas y anarquistas. Su ideología era una reformista, atacando el conservadurismo de la iglesia.
En la obra de Fernando Fernán-Gómez «Las bicicletas son para el verano», la ideología política es un tema importante que está representado en los personajes, en sus diálogos, opiniones, discusiones, etc. A su vez, cada persona simboliza uno de los bandos existentes en España como republicanos, nacionalistas, anarquistas.
Entre los primeros se encuentran: 
- Don Luis: en la novela se puede distinguir su ideología debido por un lado a la mención hecha por su Doña Antonia, su vecina, en la cual dice «Porque aunque don Luis es un golfo, eso no cabe duda, y por más que con nosotros disimule es republicano perdido».[4] Además, ya en el final, Don Luis le dice a su hijo «Es posible que me detengan»,[5] refiriéndose a su posible encarcelamiento debido sus convicciones.
- Doña Dolores: está casada con Don Luis y es ama de casa. Es como todos los de su familia republicana. Tiene una visión más tradicional de las cosas, realista pero es capaz de aceptar los ideales de su esposo, como también de su hija o su sobrino Anselmo.
- Luis: su ideología, evidentemente, es como la de su padre, republicana. En la página 94, Luisito menciona, conversando con su padre, sus novelas preferidas de ideas socialistas como «Sin novedad en el frente, Los misterios de París…»,[6] de Erich Maria Remarque y Eugène Sue, respectivamente.
- Manolita: es una joven de ideas muy claras, como su padre. Se dedicaba a la enseñanza pero con la guerra cerraron la academia y se puso a trabajar en lo que ella consideraba su vocación, el teatro. Sus acciones como madre soltera y actriz en épocas de guerra, la convierte en un claro ejemplo republicano.
- María: se preocupa por su familia en Segovia, donde los nacionalistas han declarado guerra y así se puede determinar su miedo hacia ellos.
- Basilio: es la imagen de un republicano traidor, que para ascender social y económicamente, abandona a su esposa María y se une a los falangistas.

Entre los nacionalistas se encuentran:
- Doña Antonia: en varias ocasiones se puede determinar su ideología política, abiertamente de derechas y tradicional en sus prejuicios y pensamientos. Ella se refiere a Manolita como «una zorra»[7] y en la página anterior cuando su hijo le comenta la profesión que eligió la reacción «¡Válgame Dios! Pero esa chica está loca»,[4] muestra su desprecio hacia los republicanos en cuestión.
- Julio: su ideología no es muy clara, aunque pareciese que su madre controla sus pensamientos y acciones, «Yo sin ti, no sirvo para nada…»[8] es una frase dicha por él, demostrando su profundo amor y co-dependencia de ella.
- Pedro: al igual que se madre y hermano, es firmemente nacionalista. «Se han cargado a Calvo Sotelo»[9] es un indicio de su pensamiento político, al igual que su reacción al enterarse de que su hermano está saliendo con Manolita «(sorprendidísimo.) ¿Quién? ¿Manolita, la vecina? ¿Artista?».[9]
- Doña Mª Luisa: su ideología es la de los vencedores de la guerra civil, fascista. Cuando le recuerda a Luis que Barcelona no se ha perdido sino «(rectificándole) Ganada, Luisito»[10] confirma sus ideas. También cuando dice: «Con la de imágenes que han destrozado los rojos, figúrate, le van a llover los encargos»,[11] representa a la población religiosa de derecha.
- Doña Marcela: le pareció una crueldad la muerte de Calvo Sotelo «Pero te pongas como te pongas, esto ha sido una salvajada»[12] y por el desprecio con el que trata a su marido cuando el desfile del lema «No Pasarán», pueden corroborarse sus ideas nacionalistas.
- Pablo: perteneciente a una familia con ideologías opuestas a su amigo, Luis. Al final del cuadro XV este personaje aparece «viene vestido con un traje nuevo», que delata su ideología ya que es parte de las familias vencedoras.

Como anarquista esta el personaje de Anselmo, el miliciano de la CNT. Sus ideales expuestos en su discurso esperanzador sobre como va terminar la guerra«Primero a crear riqueza, luego a disfrutarla. Que trabajen las máquinas. Los sindicatos lo van a industrializar todo».
Todos los personajes están afectados por los mismos hechos pero ninguno se condena o juzga por sus acciones. Estas personas sufren, luchan pero siguen adelante en un intento de sobrevivir como pueden de la realidad que les ha tocado vivir. La igualdad es un tema recurrente en la obra, afecta a todos por igual, sin importar las ideologías políticas.
Además, cada personaje y su trabajo representa cada estrato de la sociedad española del siglo XX. En el caso de Manolita, su trabajo en la obra representa a los actores, artistas y músicos; y Don Luis personaliza, con su trabajo en la bodegas, a las clases medias y altas. El autor, Fernán-Gómez, quiere probar en su obra y sus personajes, que a pesar de las desigualdades económicas, sociales e ideológicas de cada uno, todos contribuyen y se ayudan para vivir.

## Importancia de la prensa en la guerra civil española y en la obra
Tanto en la guerra civil española como en la obra "Las bicicletas son para el verano", el papel de la prensa, mediante la radio, propaganda, diarios etc., fue fundamental, ya que "las palabras pueden llegar a tener la misma fuerza que las armas", frase dirigida a los oficiales para que levanten el ánimo de las tropas y al mismo tiempo para los fascistas y los neutrales para impedir que se alíen entre ellos.
En esta batalla entre hermanos, la información y la propaganda ganaron mucho terreno, la radio tomó un rol clave, esta cumplió el sueño napoleónico de transmitir los mensajes más allá de los frentes, por lo tanto, al escucharla, todo el mundo podía enterarse de las nuevas novedades de la guerra. Si bien desarrollo de la radio en España durante la guerra, estaba por debajo de los otros países europeos, alcanzaba para que se escuchara alrededor de todo el país.
En esos tiempos, la prensa era una de las pocas, sino la única manera de enterarse de que sucedía. Por lo tanto, los que controlaban los medios, elegían qué tipo de información le llegaba al pueblo. Los dueños de la prensa hacían que las noticias se vean de un punto de vista favorable al bando que ellos apoyaban. Por lo tanto, cuando había una batalla, los medios de comunicación que apoyaban a los nacionalistas, relataban el suceso de una forma totalmente distinta a la de los comunistas.
En la obra, la radio toma protagonismo en un par de ocasiones. En esta se demuestra el rol fundamental que tiene en la guerra. Por ejemplo, Doña Antonia va a la casa de sus vecinos, solo para escuchar las noticias. Esto se observa en "ah, están todas aquí. Entre, entre." "Es que... como no tenemos radio... Fíjese, doña Dolores". También se puede observar que casi siempre están encendiendo la radio con el motivo de tener noticias nuevas, esto se ve en "Suba, suba la radio, don Luis. Seguro que van a dar noticias" o en "déjame escuchar la radio" y "Abre la radio, Luisito, a ver si dicen algunos de la no intervención" Las ideologías políticas y las preferencias por qué tipo de radio escuchar, también están expuestas en la obra, esto demuestra que el pueblo, escuchaba los medios que, modificaban los hechos de manera favorable a su bando en la guerra, ya sean los nacionalistas o los republicanos. Esta idea está expresada en " pero me han dicho que Unión Radio no dice más que mentiras" o en " días contados, doña Antonia. ¿No oye usted la radio de los nacionales? Ninguno de los dos contrincantes diría completamente la verdad en las noticias que relataban, sin embargo, las personas creían ciegamente en lo que escuchaban y no solo se sentían identificados sino que también leían o se informaban de lo que ellos querían que pasaba, seguían ciegamente a la prensa, puesto que, creyendo en esas noticias, pensaban que la guerra se acercaba a su fin y su vida volvería a la normalidad.
Además, puede observarse a lo largo de la obra, cómo las ideologías de ambos bandos son defendidas por la música, un claro ejemplo es el himno del Partido Comunista llamado La Internacional. La música, por su lado, cumple un rol fundamental en pensamiento político de las personas ya que se utiliza como un símbolo que los representa y diferencia del resto. A su vez es usado para hacerse popular en toda la región.
Por otro lado, el diario tiende a disfrazar los hechos para publicar una noticia haciendo hincapié en aquello que muestre a su bando como el dominante. Además, los personajes deciden minuciosamente qué diario comprar o en cuál creer, y así se mantienen informados sobre lo que ellos creen verdad. Un ejemplo de este caso se ve cuando Pedro dice “Se han cargado a Calvo Sotelo. Anoche. (Por el periódico.) Aquí no viene, pero ya lo sabe todo el mundo”.
Por todos estos motivos, la prensa, específicamente la radio, tuvo un rol fundamental en la guerra civil, permitiendo a los gobernantes y líderes de las dos facciones, controlar al pueblo mediante falsa información y dándoles una irreal esperanza.

## El Cartelismo
A lo largo de la obra “Las bicicletas son para el verano”, escrita por Fernando Fernán-Gómez se hace referencia al “cartelismo”, aspecto retratado en la tapa de la edición publicada por Vicens Vives que dice “NO PASARÁN”, mensaje dirigido a los fascistas por parte de los republicanos. 
Para comenzar, este lema no solo simboliza fuerza y resistencia por parte de los republicanos en la guerra de Madrid, sino que también ha sido usado como muestra de imponencia y como advertencia de que será una guerra sangrienta y salvaje dado que el cartel original también expone “esta será la tumba del fascismo”. Este cartel tiene una historia previa ya que fue utilizado en la batalla de Verdún en la Primera Guerra Mundial, la Segunda Guerra Mundial y se continúa usando hoy en día. Además en ese momento el “cartelismo” era un medio de comunicación fundamental ya que la tecnología era casi inexistente y los carteles utilizaban eslóganes con respecto a la unión de los españoles, la fe y el catolicismo, con el fin de alentar al pueblo español para que no decaiga. Más aún el “cartelismo” no es sólo un medio de comunicación alentador, sino que también fue utilizado como una herramienta política y social, en otras palabras fue el aparato propagandístico de la rebelión militar. Para continuar, los carteles de la guerra fueron la expresión icónica del combate colectivo, representando de forma inigualable los ideales de justicia y libertad por los que se regía el pueblo español. No sólo eso, sino que también los diferentes modos de cartelismo eran utilizados como estrategias de defensa ya que eran supuestos de transmitir consignas en las distintas áreas de Madrid y eran símbolos del partido político al que representaban. Además a través de este medio de comunicación, los partidos políticos dirigían una actividad colectiva, ya sea relacionada con la guerra o a la incorporación de nuevos militantes, de enorme magnitud. También los diferentes carteles simbolizaban los sentimientos encontrados por los madrileños frente a la guerra y eran utilizados como una “promoción cultural”,  similar a la transmisión de ideas con respecto a la política. En “Las bicicletas son para el verano” la propaganda política es llevada a cabo para unir a un pueblo a punto de enfrentar una de las guerras más importantes de España, y para lograr esto se difunden los mensajes por parte del frente antifascista hacia la población mediante este recurso comunicativo tan importante, el “cartelismo”.
En síntesis, la “cartelería” o el “cartelismo” son fundamentales en la guerra civil española porque emiten un mensaje de unión a la población, lo que inspira confianza y fuerza colectiva al momento de lidiar con los fascistas. Conjuntamente, es un instrumento para transmitir ideas políticas, y los sentimientos de la población madrileña a medida que transcurre tan brutal hecho. Sin embargo, el “cartelismo” también es utilizado con propósitos de pelea ya que da instrucciones de guerra en las distintas localidades de Madrid, y se podría decir que inculca en los pobladores sentimientos de ira y agresividad, pero si se mira el contexto, este método de propaganda se puede considerar aceptable con respecto a las medidas de guerra. Por lo cual, el “cartelismo” tiene diferentes usos, y en “Las bicicletas son para el verano” retrata los sentimientos de guerra como los personales, y también expresa la determinación de la población al momento de afrontar la guerra, a los fascistas.
Para acceder a más información y contenido acerca de la obra haga clic aquí
https://www.uhu.es/cine.educacion/cineyeducacion/historia_guerracivil_bicicletas.htm
Para acceder a carteles de propaganda durante la guerra civil española haga clic aquí  http://www.scielo.org.ar/scielo.php?script=sci_arttext&pid=S1852-44782006000200005

## La vida de los actores durante la guerra civil española.
La contienda que comenzó el día 17 de julio de 1936 entre el bando republicano y el bando franquista afectó profundamente diversos aspectos de la sociedad española. Un sector que se vio gravemente afectado fue el de los actores de teatro, que perteneciendo a una clase social no muy privilegiada experimentaron diversos altibajos a lo largo de toda la guerra civil (17 de julio de 1936-1 de abril de 1939). En la obra «Las bicicletas son para el verano», Fernando Fernán Gómez provee una pequeña mirada de la vida de los actores mediante el personaje de Manolita, quien era una actriz de teatro, que se veía obligada ante la falta de empleo estable a tomar los papeles que se le presentaran y recorrer provincias remotas en busca de trabajo.
Asimismo, el teatro en general también sufrió transformaciones debido a la forma en la que ciertos temas como la guerra debían ser abordados ideológicamente. Los hechos bélicos eran representados tendenciosamente según el bando victorioso.

## La educación durante la guerra civil y su reflejo en la obra

### Contexto histórico

#### Época previa a la guerra civil
La llegada de la República a España fue acompañada con la instauración de un modelo innovador y remodelador de la educación. De todas las reformas que se hicieron, la de la enseñanza fue una de las más importantes ya que se buscaba crear una escuela pública, obligatoria, laica y unificada donde la situación económica de los niños no les impidiese estudiar. Los maestros pasaron de tener sueldos miserables y formación prácticamente exigua a tener salarios mucho más altos y recibir una capacitación excelente. Las lenguas maternas de los alumnos eran respetadas como también la igualdad económica entre maestros y maestras.
La República no solo les brindó educación gratuita a aquellos niños que se encontraban en la pobreza, sino que se ocupó de vestirlos y alimentarlos. Las Misiones Pedagógicas fueron fundamentales y su propósito era llevar a pueblos distantes libros, museos ambulantes y maestros para poder educar a aquellos hombres y mujeres que eran analfabetos.

### Reflejo en la obra
Desde el comienzo de la obra se puede percibir cierta ambigüedad con respecto a la influencia de los bandos políticos en la educación. Por un lado, la escuela de Luis era de derecha, pero por el otro, existían algunos profesores de izquierda que suspendían a alumnos por tener ideas contrarias a las suyas. «Se le han cargado en Ética y Derecho por decir que el divorcio era inmoral» (p. 28) ejemplifica la situación vivida en esa época en la que las ideologías de los profesores afectaban los resultados académicos. Inclusive, las ediciones de los libros eran politizadas y decían cosas completamente distintas dependiendo del año de impresión y el contexto político en el que se encontraba el país. Al comienzo de la guerra ni siquiera los propios jóvenes que asistían al colegio sabían si las clases iban a continuar con regularidad. A su vez, la sociedad percibía una dualidad en cuanto al contenido de las materias. «¿Has estudiado Física roja o Física nacional?» (p. 169) enfatiza la importancia e influencia que tenían la política y las distintas ideologías en el currículo escolar.
A través del personaje de Anselmo se representan las ideas que tenía la República con respecto a la educación. Entre sus objetivos estaba el de crear un sistema de enseñanza igualitario donde todos los ciudadanos tanto niños como adultos pudiesen tener las mismas oportunidades de formarse.
En el transcurso de los años en los que se desató la guerra civil, muchos chicos, inclusive Luis, se vieron obligados a abandonar sus estudios para poder trabajar y ayudar económicamente a sus familias quienes se vieron afectadas por la falta de comida y un salario que no alcanzaba para cubrir sus gastos. Pese a los infortunios de la guerra, Luis y otros afectados no se sintieron desalentados por la situación reinante y mantuvieron sus planes de formarse profesionalmente cuando el conflicto bélico acabase. Otros, como Maluli (hija de la casera doña María Luisa), decidieron emigrar a otros países y realizar allí sus estudios, una vez finalizada la guerra, posiblemente para no verse sometidos a la educación franquista.
Una vez finalizado el conflicto, los problemas relacionados con la educación siguieron. Como Luis indica «estos exámenes son sólo para ex combatientes. O para los que vengan de la otra zona» (p. 163), cita que ilustra la ventaja que tenían aquellos partidarios de Franco frente a los republicanos y con excepción de los niños cuyos padres habían fallecido en combate. Asimismo, los títulos académicos entregados durante la guerra civil fueron anulados.

## Literatura y cine
Durante toda la obra se pueden apreciar diferentes ejemplos de clásicos de la literatura y cine de la época en la que transcurrió la misma. Estos cumplen un gran rol ya que la mayoría de ellos tienen relación con la Guerra y sus consecuencias. También, los personajes que más hacen énfasis en los mismos clásicos son Pablo, Luis y Don Luis. Esto es porque el protagonista leía los libros de su padre ya que el los tenía en su biblioteca, y luego comentaba con Pablo acerca de los mismos. Más allá de esto, las películas estaban muy presentes en su vidas cuando hablaban del cine de aquella época.
La primera en ser mencionada es la película Vuelan mis canciones (1933), basada en la vida de Schubert. Ésta relaciona el ritmo, que hace referencia a las problemáticas que se presentan en el transcurso de la obra, con la armonía, que le da una esencia pacífica a esta. La segunda, Rebelión a bordo (1935), fue una película de aventuras protagonizada por Clark Gable. La misma hace alusión a la rebelión que fue originada por una gran parte de la tripulación de un barco británico contra su capitán apuntando a la obra con la Revolución Española, de tal manera se puede decir que tanto la tripulación como el capitán hacen referencia uno al bando republicano y otro al nacional de la guerra civil, tal como se puede ver en el libro. Ambas son mencionadas por Pablo y Luis cuando dialogan entre ellos acerca de las diferentes películas que había en cartelera en el cine.
El tanque número 13 es un relato nombrado en Las bicicletas son para el verano. En este hay una escena de guerra que según Pablo y Luis nunca ocurriría en su país, pero se equivocan ya que poco tiempo después la guerra civil comenzaría. Asimismo, Sin novedad en el frente, del escritor alemán Erich Maria Remarque, se asimila mucho con la obra teatral porque aquí se puede ver la injusticia de la guerra y lo antimilitarista, y por esa razón se vendió mucho en el momento en que la rebelión se había convertido en guerra. Más aún, Una isla en el mar rojo es una novela basada específicamente en la Guerra Civil. Esta muestra los primeros días del estallido de la misma, en la que algunos civiles, es decir los ciudadanos, consiguen escapar de las atrocidades de las represalias pidiendo refugiarse en embajadas extranjeras. Es muy fácil verlo durante la obra de Fernando Fernán-Gómez ya que María Luisa y su niña probablemente se hayan escapado y resguardado en uno de los consulados internacionales para no sufrir bombardeos y estar de alguna manera más seguras.
Más allá de esto Los miserables, de Víctor Hugo, novela muy reconocida de profundo carácter social, es mencionada por Luis cuando su padre Don Luis le pregunta qué libro estaba leyendo en aquel momento, y demuestra el romanticismo francés y cómo era la sociedad en Francia en la época de la Revolución Francesa. Esto se asemeja bastante con la obra española, ya que esta misma expone las vidas de las familias españolas durante la Guerra Civil. También, se puede observar que en la novela del francés Eugéne Sue, Los misterios de París, se ven muy reflejadas las ideas socialistas que están relacionadas con el bando republicano que participa en la Revolución Española.
Además, en Margarita de Borgoña, adaptación del drama romántico La tour de Nestle, escrito por Alejandro Dumas padre, se puede ver el deseo sexual que poseen los personajes y a su vez se combina con la novela española en el momento en que Luis y Pablo deciden hablar de libros de aventuras que poseen partes subidas de tono. 
Finalmente, la película Bienvenido, Mr Marshall, mencionada en el apéndice de la obra, hace referencia a que Don Luis murió sin saber que los americanos estaban a punto de "descubrir España". Ésta muestra el acuerdo que se hizo entre los Estados Unidos y España en septiembre de 1953, a cambio de ayuda económica y militar por parte del primero. De esta manera, los contrastes entre ambos países se ven muy bien reflejados en la misma y tienen en cuenta la seriedad del problema que atraviesa España durante la época.

## ¿Un libro sobre la guerra civil española?
El clásico hispánico escrito por Fernando Fernán-Gómez se sitúa en la España de 1936 a 1939, época en la que el país se encontraba en Guerra Civil entre los dos bandos políticos de ese momento: los republicanos y los nacionalistas. El Frente popular había ganado las elecciones de 1936. Contaba con el apoyo del Partido Socialista Obrero Español, el Partido Sindicalista y la CNT, entre otros. Por otra parte, el partido nacionalista, estaba organizado por el mando militar, la elite española y la Iglesia. Los detonantes del conflicto fueron las reformas implementadas por el bando elegido, que perjudicaban a los grupos del bando contrario. Entre ellas se encontraban la reforma constitucional y la separación del Estado y la Iglesia, que hasta ese momento imponía una gran influencia política en el país. 
El cómico español basó la historia es sus experiencias personales durante este tiempo, escritas en su diario personal. Este fue la fuente principal de inspiración del escritor, y diversos extractos están manifestados en las notas al pie a lo largo de la obra, como ayuda para el lector. El entorno de la novela es la Guerra Civil, pero las situaciones que enfrentan los personajes son de carácter habitual. Por este motivo, muchos escritores y críticos del mundo debaten constantemente el tema que predomina en la novela. Mientras que algunos piensan que el libro trata principalmente sobre la Guerra Civil, otros afirman con seguridad que este sólo es el contexto usado por Fernán-Gómez para contar la verdadera historia, que abarca temas más livianos de la vida cotidiana.
Aquellos que consideran la disputa como la cuestión predominante en la novela, se respaldan en el hecho de que Fernán-Gómez creara “Las bicicletas son para el verano” para saciar su deseo de escribir una obra que transcurriese en la época de su adolescencia. . Un ejemplo de esto puede notarse en el comienzo de la novela, cuando el protagonista Luis y su amigo, Pablo, van a la Ciudad Universitaria en construcción y simulan que están en un campo de batalla. “Nos entretuvimos imaginando como sería una batalla allí…” (TA, p. 229). El reconocido autor vivió gran parte de su juventud en plena Guerra Civil, al igual que los personajes de la novela. A pesar de que se encuentran en distintas situaciones a lo largo de la obra, el conflicto siempre está presente y, a medida que avanza su historia, también lo hace la guerra. Este paralelismo entre la vida de los personajes y la guerra es una técnica que caracteriza el libro, dándole una impronta única a la obra. 
Por otra parte, y como fue mencionado anteriormente, también están aquellos que opinan todo lo contrario, amparándose en las palabras del autor, quien deseaba “algo sencillo y cotidiano, en que las situaciones límites, si existían, no lo parecieran” (Fernán-Gómez, 1989:110). Puesto en otras palabras, el español no deseaba escribir una tragedia, sino más bien una obra cuya historia abarcase problemas del día a día, ignorando otras problemáticas que ocurriesen alrededor, como la guerra civil. Su objetivo era que “la tensión no estuviera nunca cerca de las candilejas sino en el telón de fondo de la historia” (Fernán-Gómez, 1989:110).
Dicho todo esto, se puede decir que es difícil llegar a una conclusión sobre cuál es el tema que predomina en esta obra. Dejando a un lado las distintas opiniones que pueda haber, no hay duda alguna sobre la calidad de “Las bicicletas son para el verano”, obra maestra con la cual Fernán-Gómez fue galardonado con el Premio Lope de Vega del Ayuntamiento de Madrid.